# Bjärs
Bjärs är en bebyggelse i Västerhejde socken i Gotlands kommun i Gotlands län. Orten var från 2010 till 2015 av SCB klassad som en småort. Vid avgränsningen 2020 var antalet bosatt färre än 50 och småorten avregistrerades.
Bebyggelsen som består av moderna villor har fått sitt namn av att den ligger på en utjord tillhörig byn Bjärs i Västerhejde socken, belägen ungefär två kilometer nordost om småorten.